# Farfisa Syntorchestra 4
| Farfisa Syntorchestra | Farfisa Syntorchestra             |
| Allgemeines           | Allgemeines                       |
| --------------------- | --------------------------------- |
| Hersteller            | Farfisa                           |
| Typ                   | Streicherkeyboard                 |
| Zeitraum              | um 1980                           |
| Technische Daten      |                                   |
| Polyphonie            | ja                                |
| Multitimbralität      | ja, zweifach                      |
| Klangsynthese         | analog subtraktiv                 |
| Filter                | Tiefpass                          |
| Envelope              | zweistufig (Attack, Decay)        |
| Effekte               | Vibrato, Pitch-Bender, Portamento |
| Eingabe und Ausgabe   |                                   |
| Klaviatur             | 49 Tasten                         |
| Pedale                | Volume-Pedal                      |
| Ext. Synchr.          | keine                             |
| Tonausgabe            | Mono                              |

Das Farfisa Syntorchestra 4 ist ein analoges Streicherkeyboard mit Synthesizer-Funktionen der italienischen Firma Farfisa. Es wurde 1980 vorgestellt und ist das in Funktion erweiterte Nachfolgemodell des Farfisa Syntorchestra sowie gleichzeitig das letzte Instrument der Firma dieser Klasse.

## Das Instrument

### Klaviatur und Bedienung
Das Syntorchestra 4 ist mit einer 49-tastigen Klaviatur ausgestattet und deckt insgesamt vier Oktaven ab. Es verfügt über vorgegebene Klänge, welche mit Druckknöpfen auf der Vorderseite unterhalb der Klaviatur wählbar und in zwei Sektionen unterteilt sind. Rote LEDs in den Druckknöpfen zeigen an, ob eine Funktion aktiviert ist. Diese Sektionen können einzeln stummgeschaltet werden (Cancel-Druckknöpfe). Es können sechs polyphone Stimmen (Klavier, Honky-Tonk-Klavier, Cembalo, Streicher sowie generische Brass/Blechbläser Reed/Holzbläser) sowie acht monophone Stimmen (Posaune, Trompete, Saxophon, Klarinette, Oboe, Piccolo, Geige und E-Bass) ausgewählt werden. Je eine monophone sowie eine polyphone Stimme sind kombinierbar. Wie bei Streicherkeyboards der 1970er-Jahre üblich handelt es sich nur um simple Klangnachahmungen, die jedoch das Klangspektrum des realen Vorbildes abbilden sollen. Die monophone Sektion kann mit einem Drehregler auf der Stirnseite des Instruments im Verhältnis zur polyphonen Sektion stufenlos verstimmt werden. Daneben befindet sich auch der Master Pitch. Mit der M. A. R.-Funktion wird die polyphone Sektion für die höchstgespielte Note deaktiviert, um ungewollte Töne beim Spiel der Monosektion als Lead zu verhindern. Der Kippschalter Mono Priority auf der Oberseite regelt, ob bei einem Akkord der polyphonen Sektion der entsprechende Klang der Monosektion auf der niedrigsten oder höchsten Note des Akkords gespielt wird.
Zur Klanggestaltung verfügt das Instrument unter anderem über ein stufenlos einstellbares Portamento. Der Cutoff (hier Brilliance genannt) des Tiefpassfilters für die polyphone und monophone Sektion einzeln steuerbar. Für die monophone Sektion kann zusätzlich noch die Resonanz (Emphasis) des Filters angepasst werden. Der Hüllkurvengenerator ist auf die beiden Stufen Attack und Decay beschränkt und standardmäßig nur für die monophone Sektion verfügbar. Für das Strings-Preset der Polysektion kann jedoch auch der Sustain einzeln eingestellt werden. Zudem ist links neben der Klaviatur ein einfacher Pitch-Bender verbaut. Der LFO wird für den Vibrato-Effekt der Monosektion verwendet und kann zudem auch zur Modulation der Tiefpassfilter genutzt werden. Für die polyphone Sektion steht nur ein festgelegter Vibratoeffekt zur Verfügung. Die Geschwindigkeit ist stufenlos einstellbar. Durch die Funktion Poly In Mono kann das Audiosignal der polyphonen Sektion in die Signalkette der Monosektion eingebunden werden, wodurch die Nutzung der Modulationseffekte und des Hüllkurvengenerators ermöglicht wird. Die Trennung in zwei Ausgabebuchsen kann dann jedoch nicht mehr genutzt werden.
Auf der hinteren linken Seite verfügt das Syntorchestra über drei Schnittstellen. Die Tonausgabe erfolgt entweder gemeinsam über eine 6,35-mm-Buchse oder für jede Sektion einzeln über zwei solche Buchsen. So kann z. B. der polyphonen Sektion ein Phaser-Effekt zugefügt werden, ohne die monophone Sektion dadurch zu beeinflussen.
Der Netzschalter befindet sich auf der Rückseite und leuchtet bei eingeschaltetem Instrument rot auf.

### Lieferumfang und Gehäuse
Im Lieferumfang enthalten war neben Garantieunterlagen, Handbuch, Reparaturplänen und Notenständer zudem ein Volume-Pedal, welches an der Rückseite angeschlossen werden konnte und ähnlich einem Schwellpedal an einer Orgel die Steuerung der Gesamtlautstärke mit dem Fuß ermöglichte. Das Netzkabel ist nicht abziehbar und entspringt der Rückseite. Ein Schutzblech bzw. Abdeckung für die Oberseite stand nicht zur Verfügung. Es wurde jedoch eine Ledertasche zum Transport angeboten.
Das Instrument wurde als Zusatz zu den in den 1970er-Jahren üblichen elektronischen Orgeln konzipiert und so gestaltet, dass es oben auf der Orgelverkleidung Platz finden konnte. Es wurden zwei Varianten gefertigt, eine mit Holzverkleidungen an den Seiten, die andere in Ganzmetall, die technisch jedoch identisch sind.

## Wirkung
Die Verkaufszahlen blieben wie die Produktionszahlen sehr gering.